# Культура Нигерии
Культура Нигерии — совокупность творческих достижений населения Нигерии. Нигерийская культура имеет богатую историю и представляет собой сплав множества субкультур различных общин, живущих в государстве.

## История
На территории Нигерии находятся 2 объекта, занесённых в список всемирного наследия ЮНЕСКО:
- Сукур (1995);[1]
- Осун-Осогбо (2005);[2]

## Религия

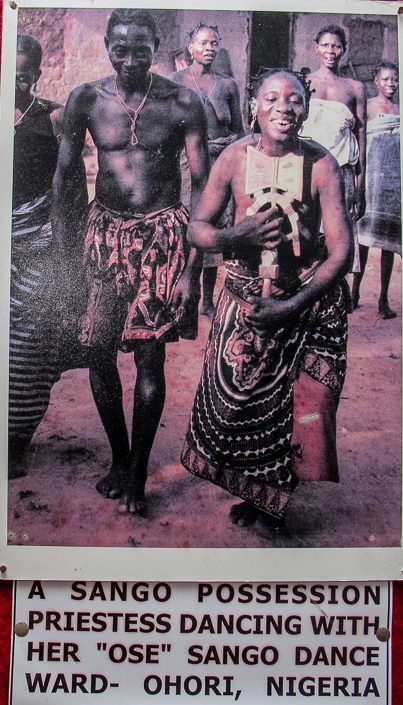
Жрица шанго танцует со служителем культа во время фестиваля

Перепись населения 1963 года показала, что 26 процентов нигерийцев являются мусульманами, 62 процента христианами и 14 процентов исповедовали традиционные верования. С 1953 года по 1963 год число христиан возросло в два раза (с 13 процентов); было небольшое снижение среди тех, кто исповедовал анимизм (с 20 процентов до 14), ислам продемонстрировал небольшой рост в 4 %.

### Статистика на 2009 год
| Религия      | Год переписи | Количество верующих | Процент от общего числа населения |
| ------------ | ------------ | ------------------- | --------------------------------- |
| Ислам        | 2009         | 78 056 000          | 50.4 %                            |
| Христианство | 2009         | 76 281 000          | 48.2 %                            |
| Прочие       | 2009         | неизвестно          | 1.4 %                             |

## Музыка
Стиль народной музыки в Нигерии связан с множеством этнических групп в стране, у каждой из которых есть свои музыкальные инструменты и песни. Мало что известно о музыкальной истории страны до начала колонизации европейцами, хотя судя по найденным свидетельствам на раскопках, начиная с 16 и 17 веков на различных предметах были нанесены изображения музыкантов и их инструментов.

## Национальные танцы

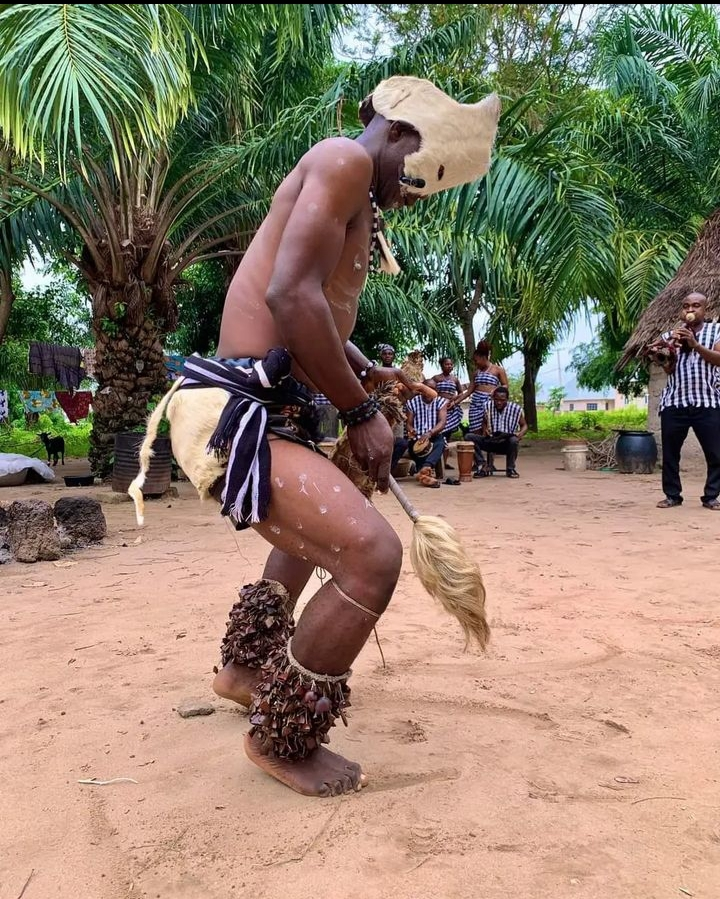
Мужчина народа тив исполняет "танец кота" (северная Нигерия)
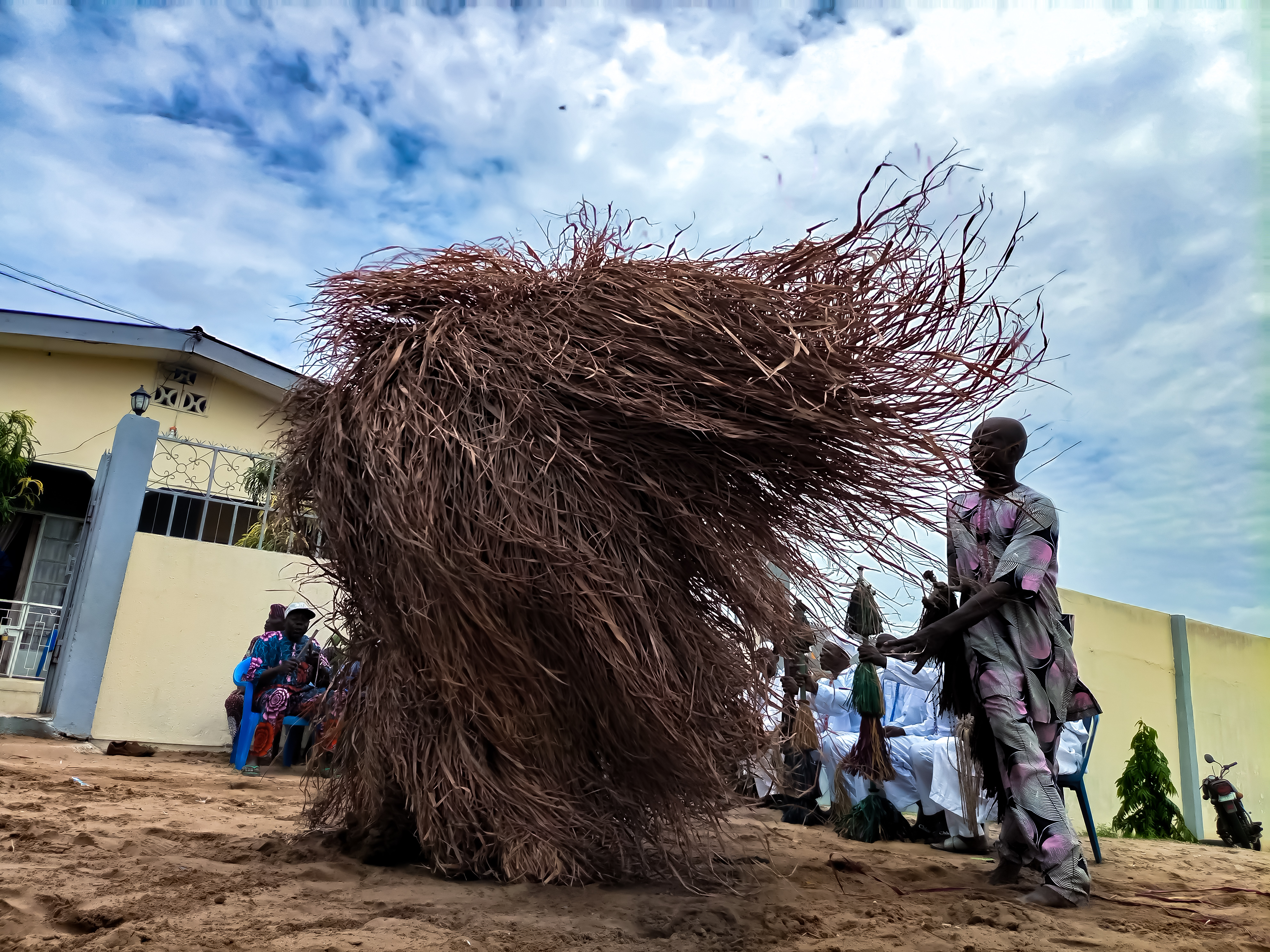
Танец зангбето народа огу
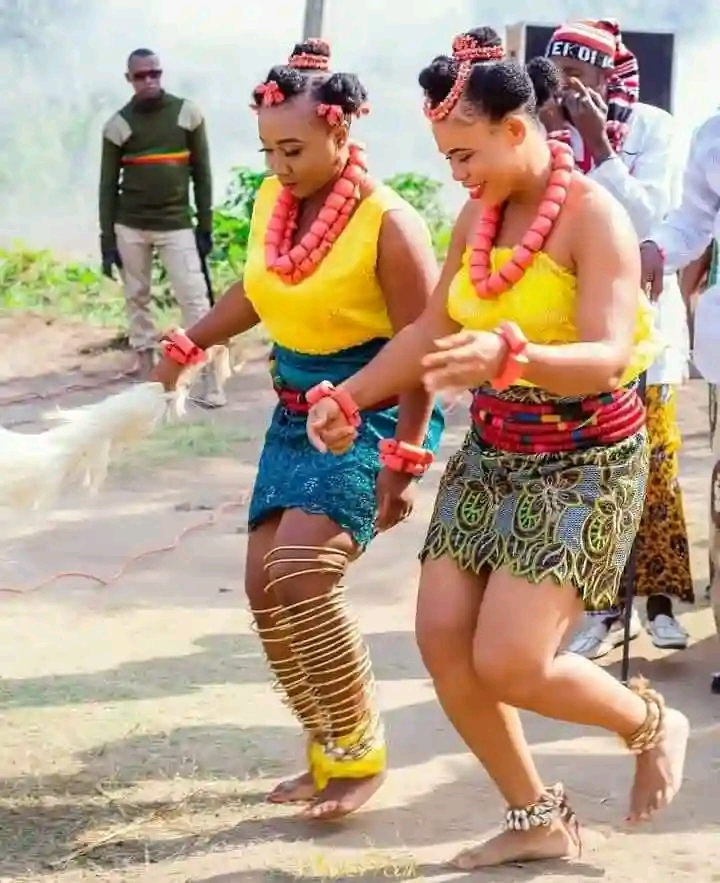
Девушки из Аква-Ибом
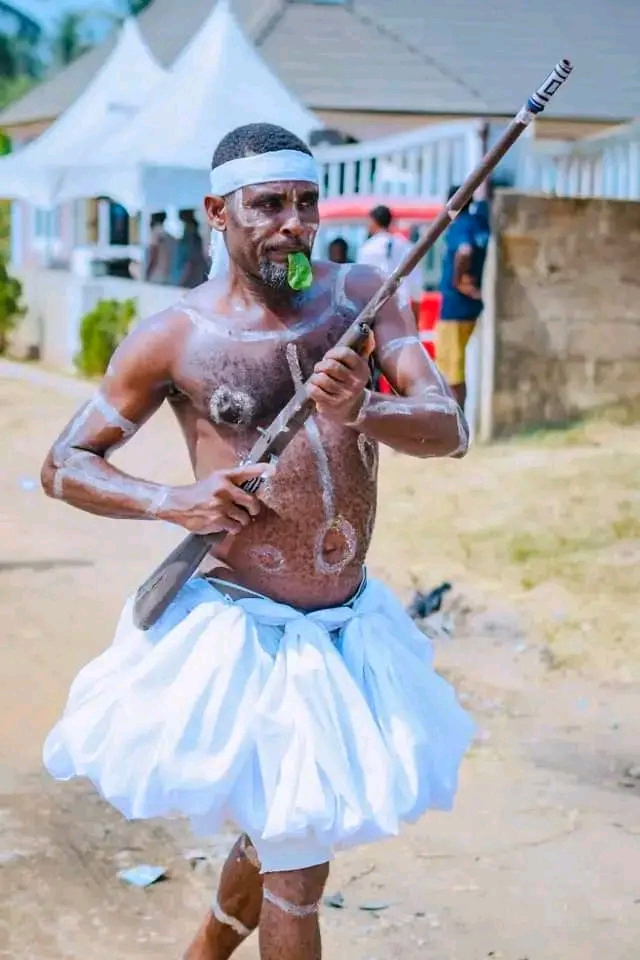
Танец морских пехотинцев с местным оружием в штате Аква-Ибом
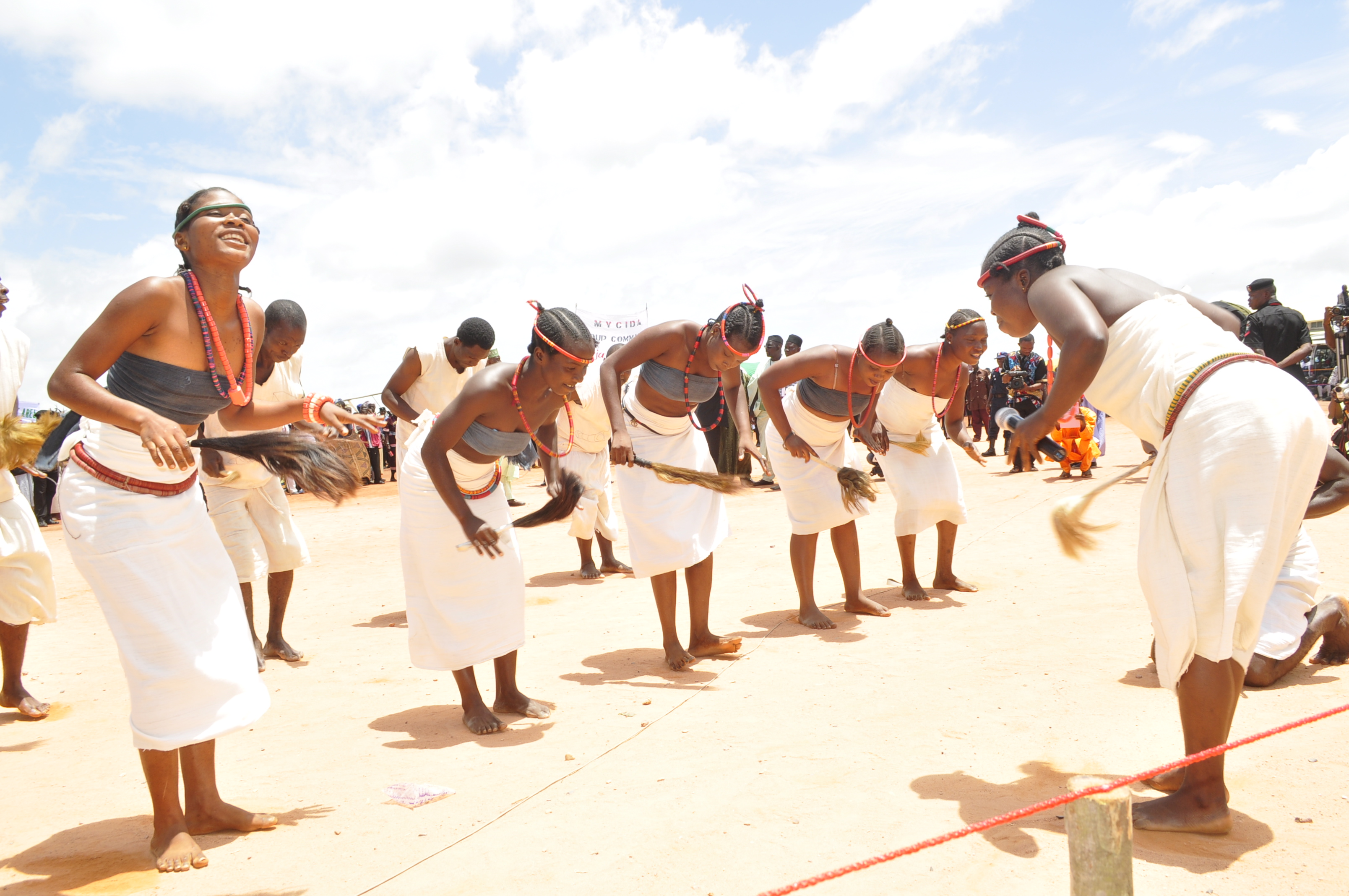
Девушки из Тарабы, восточная Нигерия
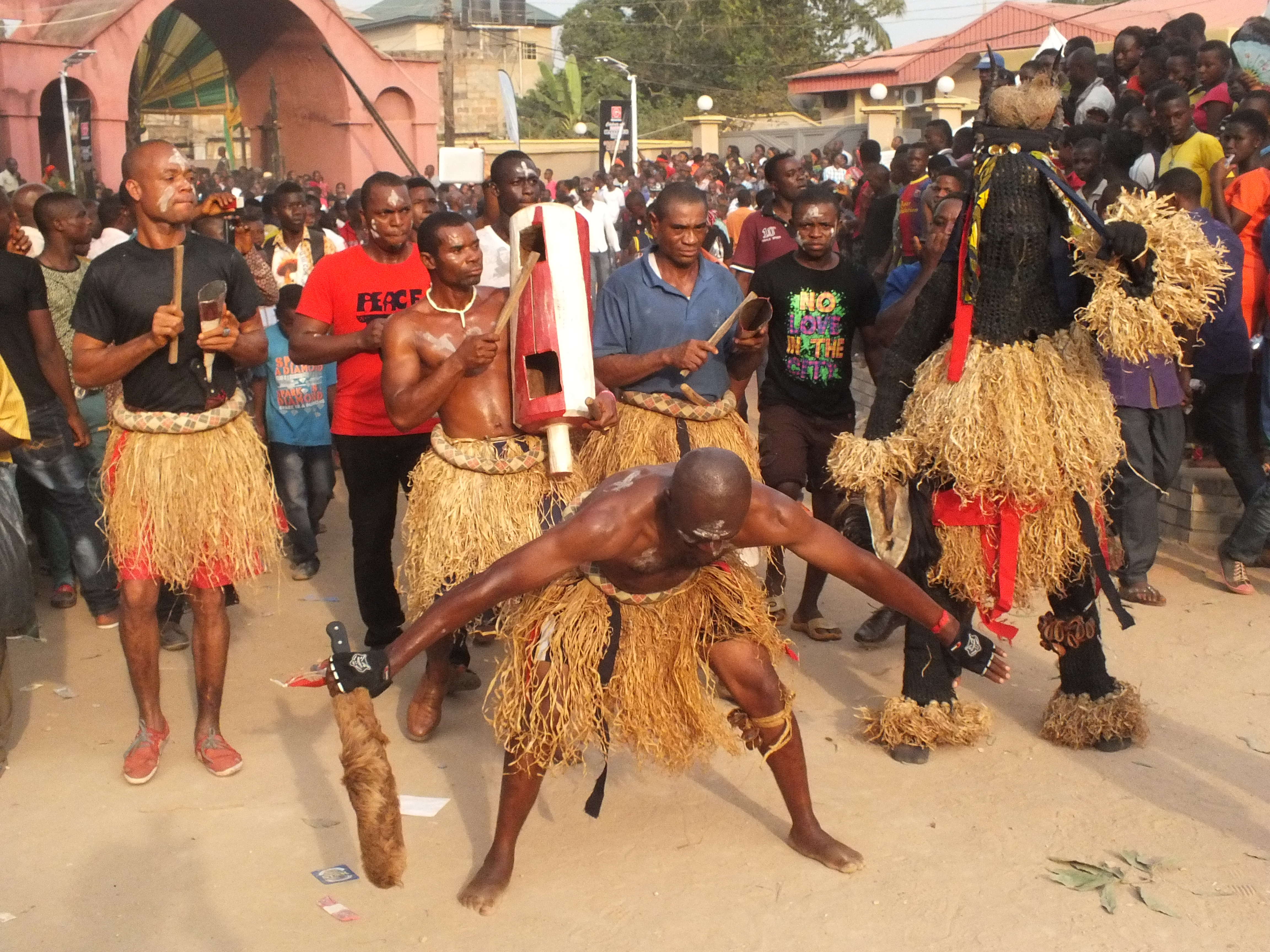
Танец на фестивале на востоке Нигерии
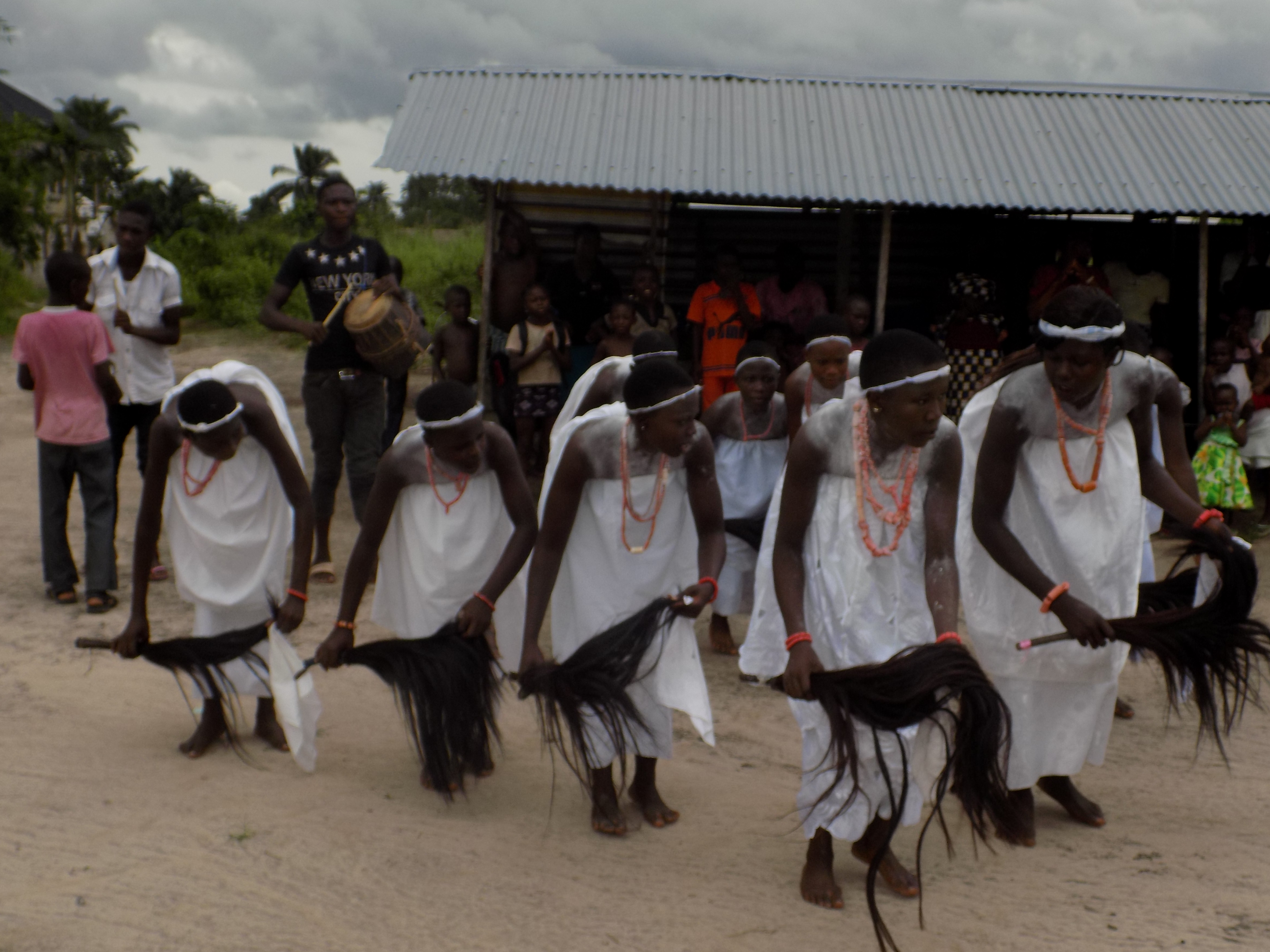
Танец девушек на юге Нигерии
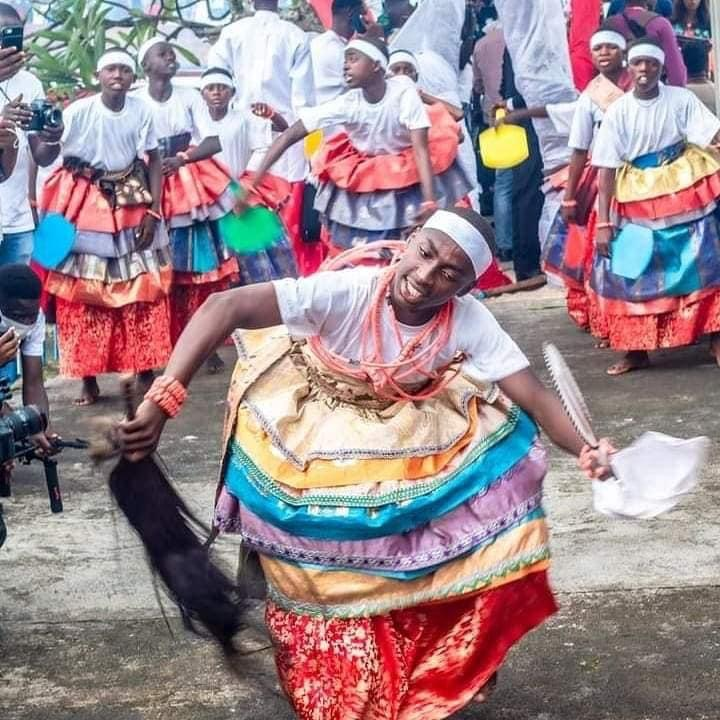
Танец омоко народа итсекири на церемонии коронации

## Кино
Нигерия находится на втором месте в мире по количеству выпускаемых полнометражных фильмов (872 фильма в 2006 году), уступая только Индии (1091 фильм) и обходя США (485 фильма).. Нигерийскую киноиндустрию по аналогии с Голливудом называют Нолливудом. Средняя стоимость производства полнометражной киноленты в Нигерии составляет около 15 000 долларов.

## Архитектура

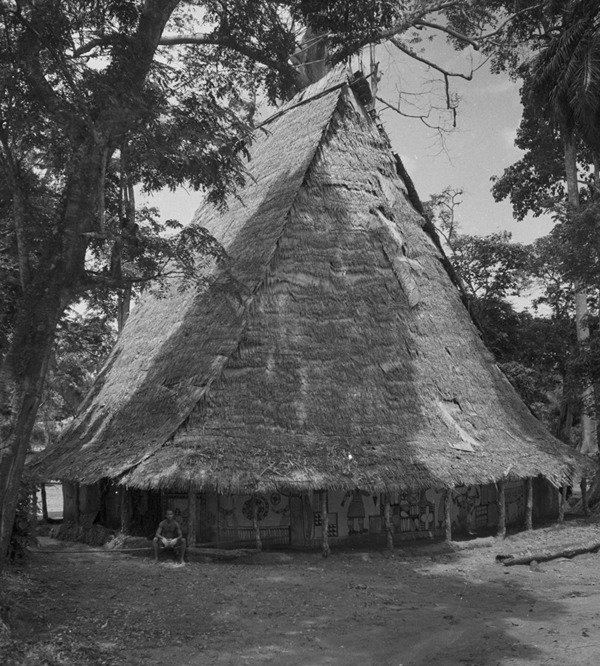
Дом собраний экпе (игбо)
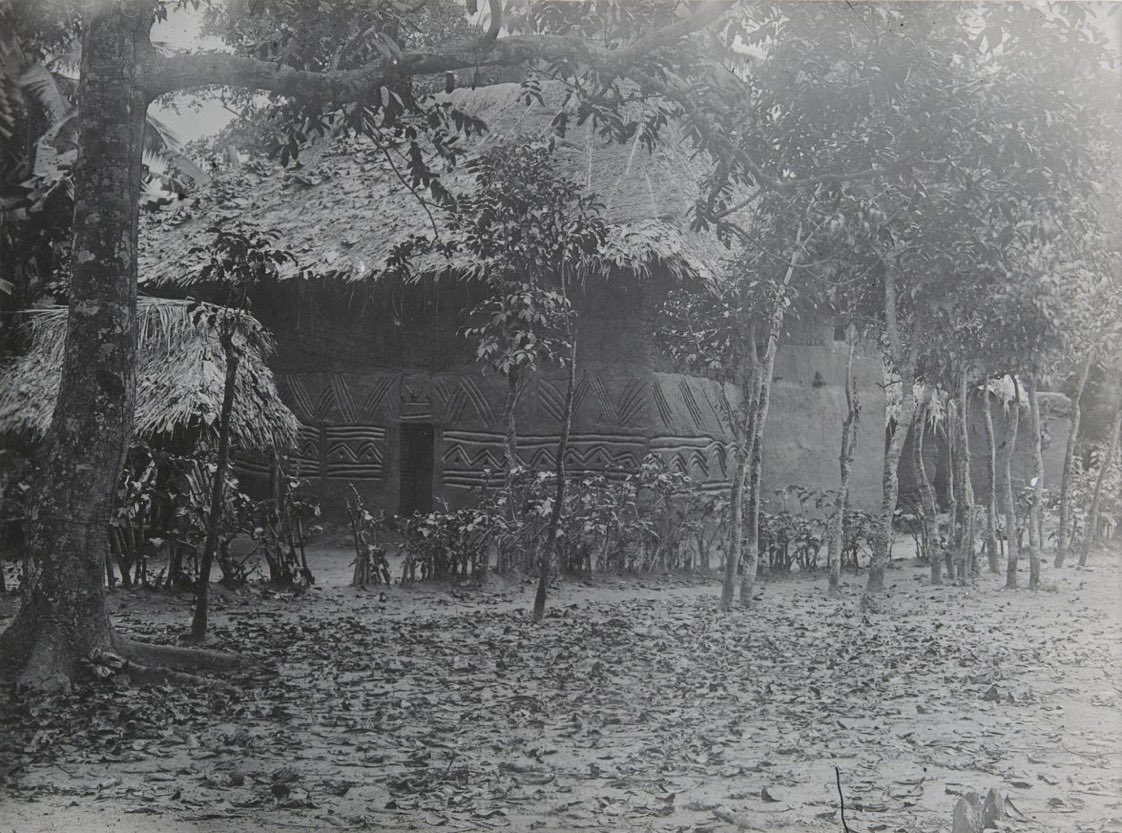
Доколониальное строение 1912 года (игбо)
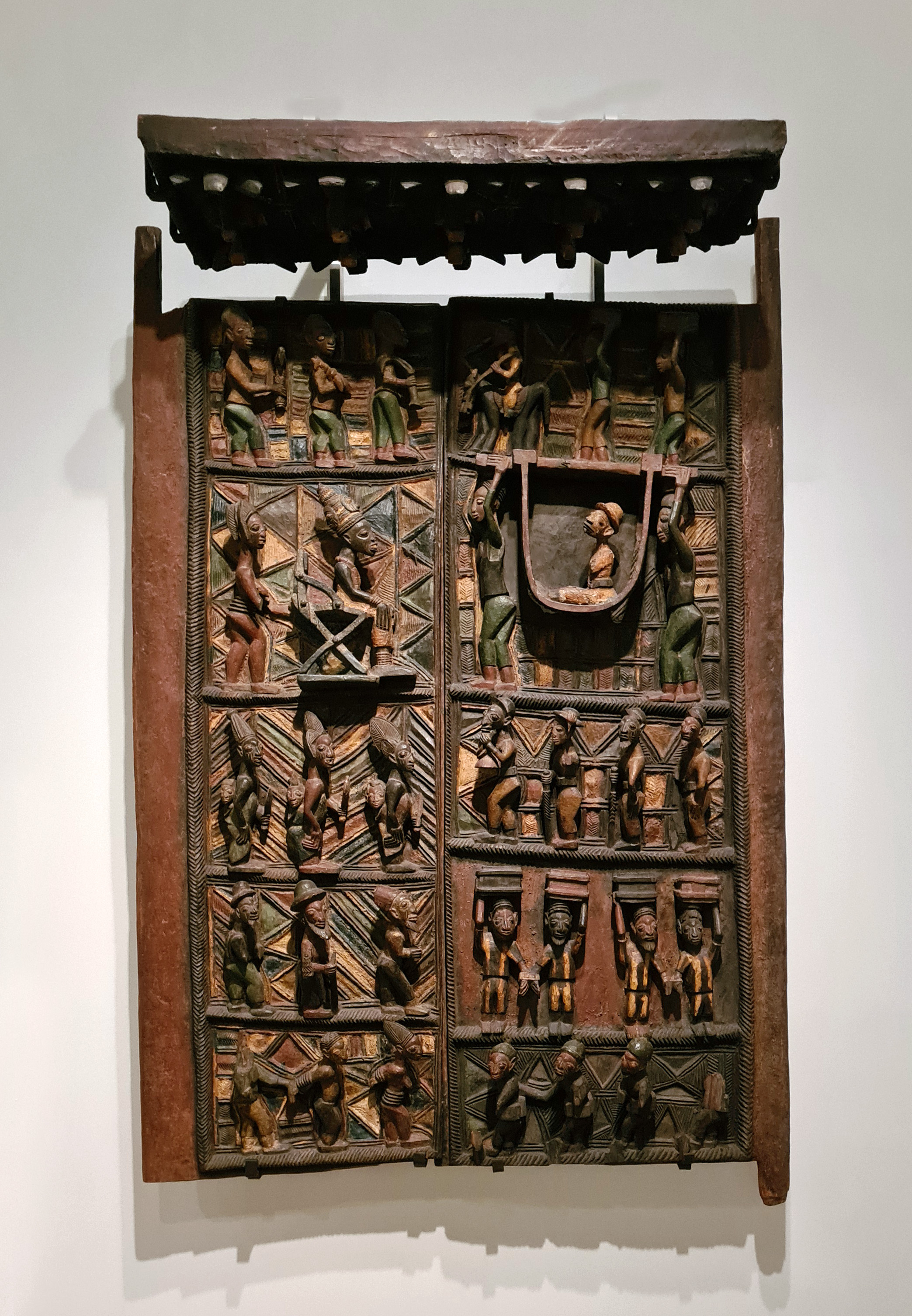
Деревянная панель дворцовой двери (йоруба)
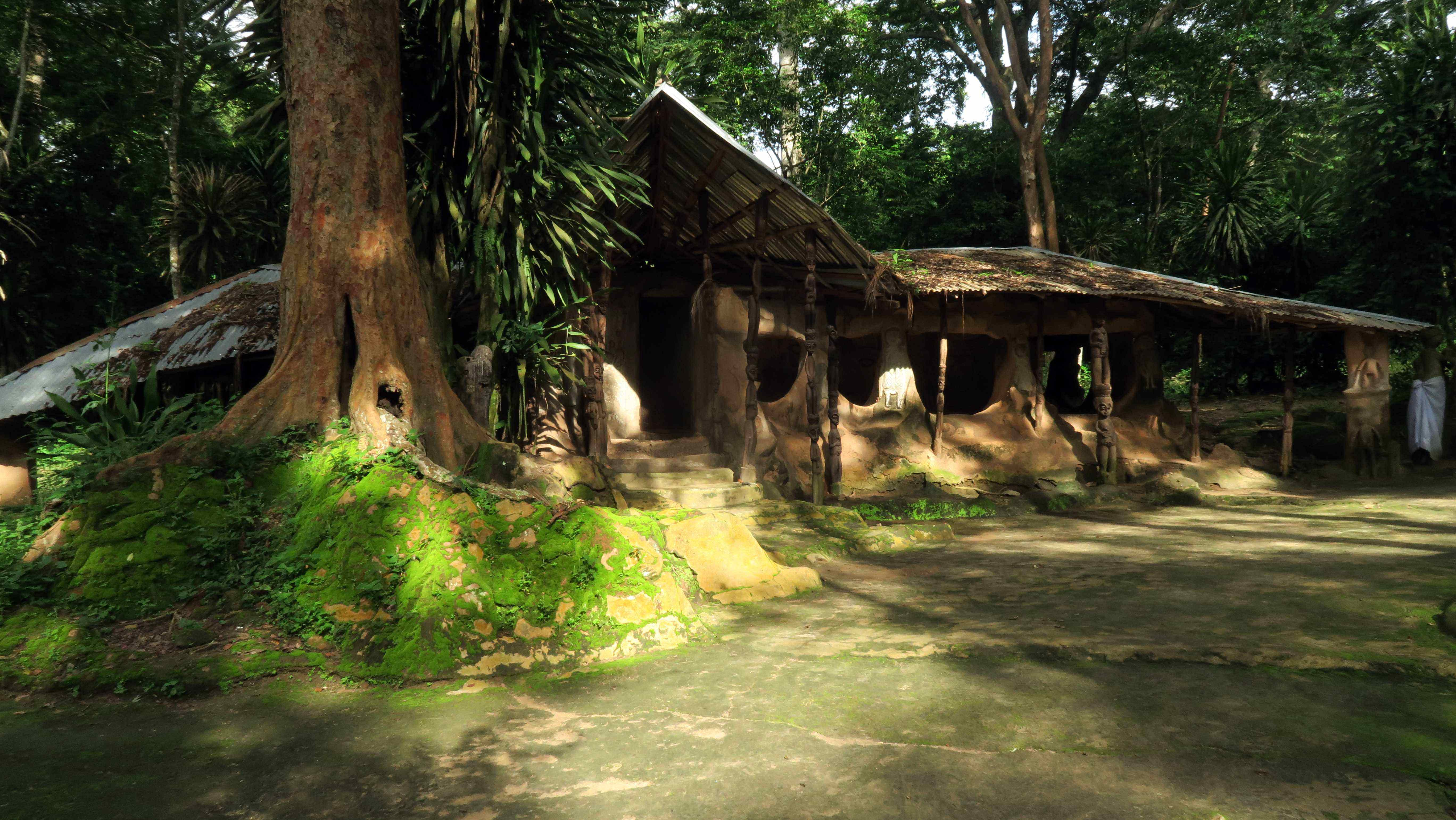
Второй дворец в Осун-Осогбо (йоруба)
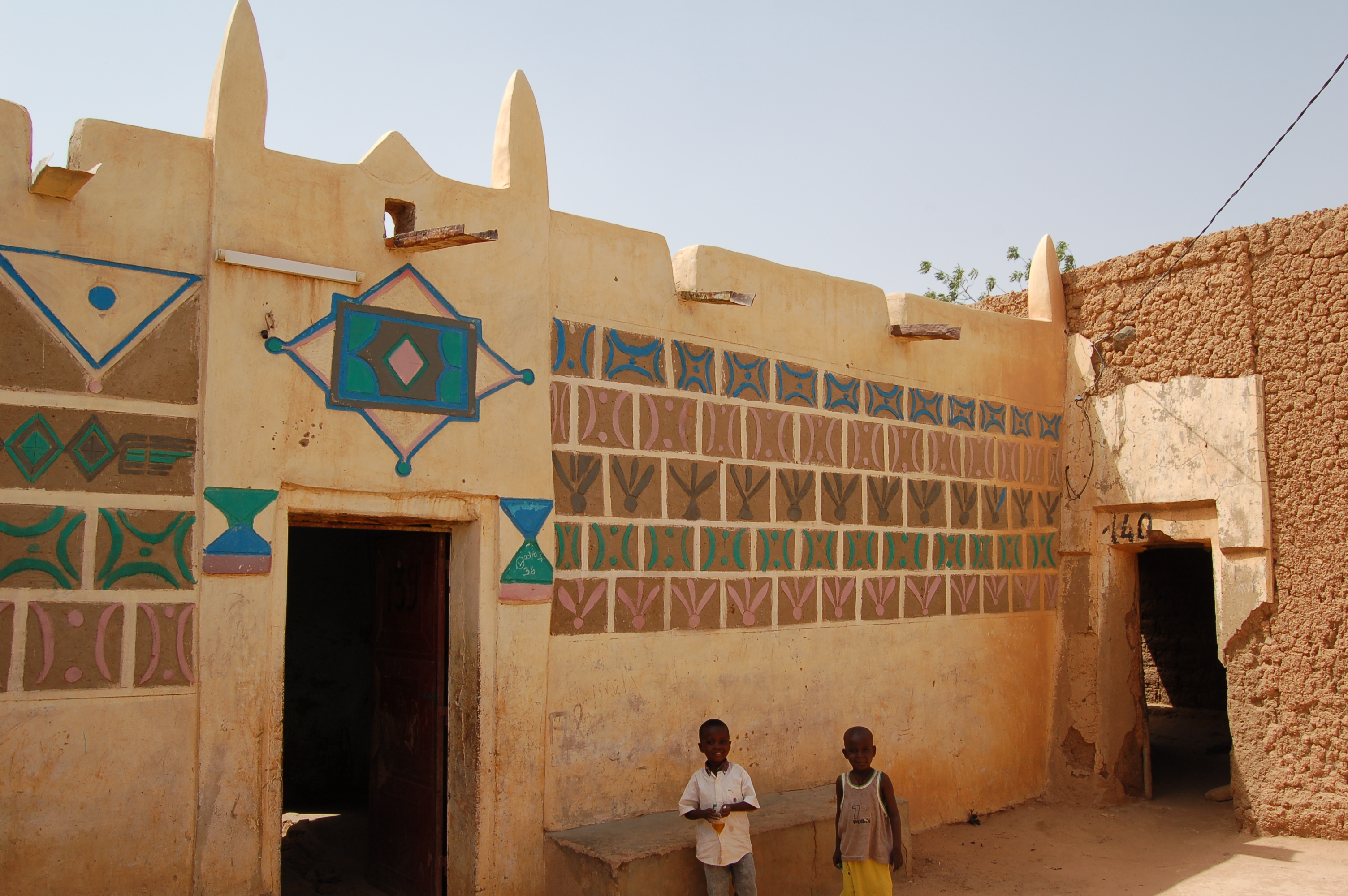
Дом в Зиндере (хауса)
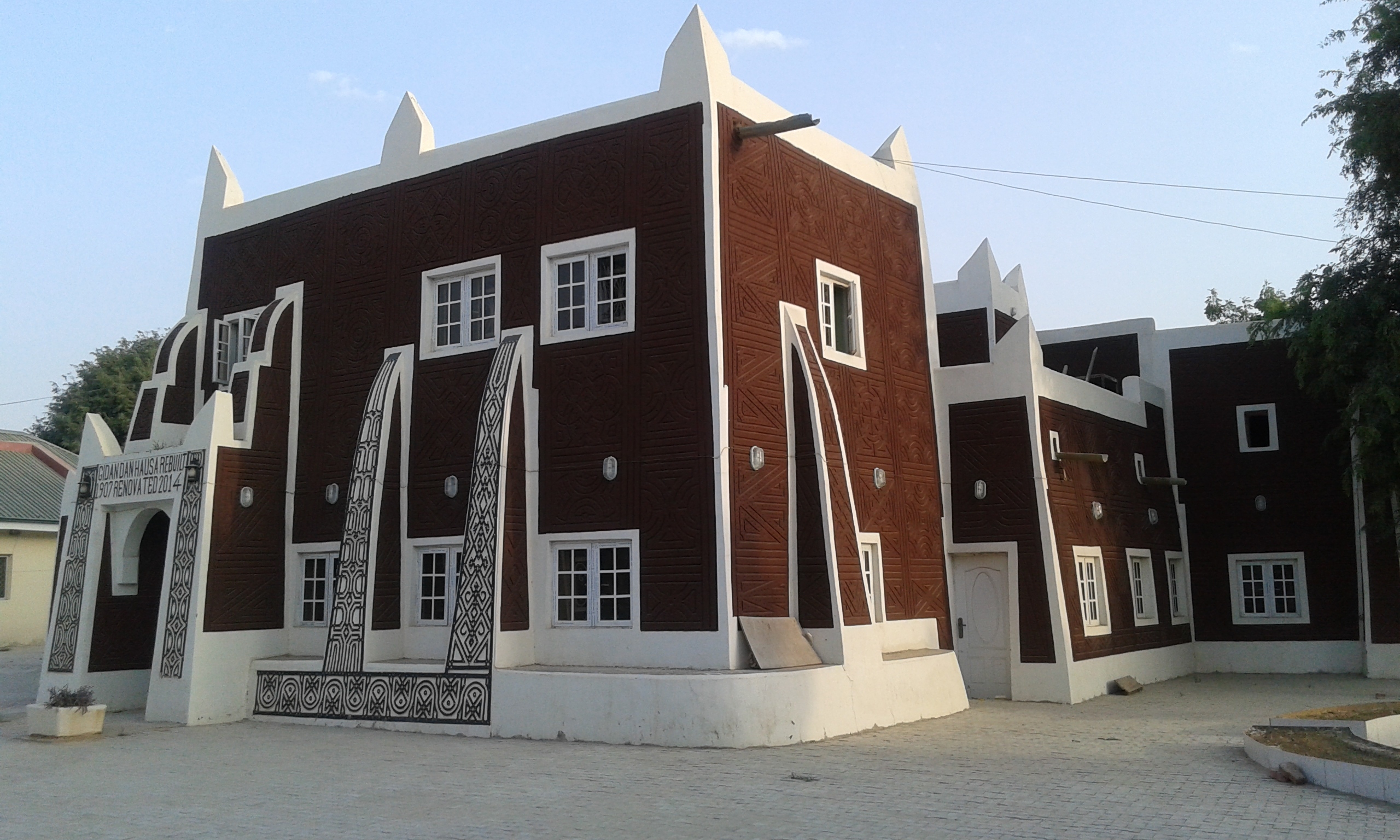
Музей Кано; образец архитектуры хауса-тубали
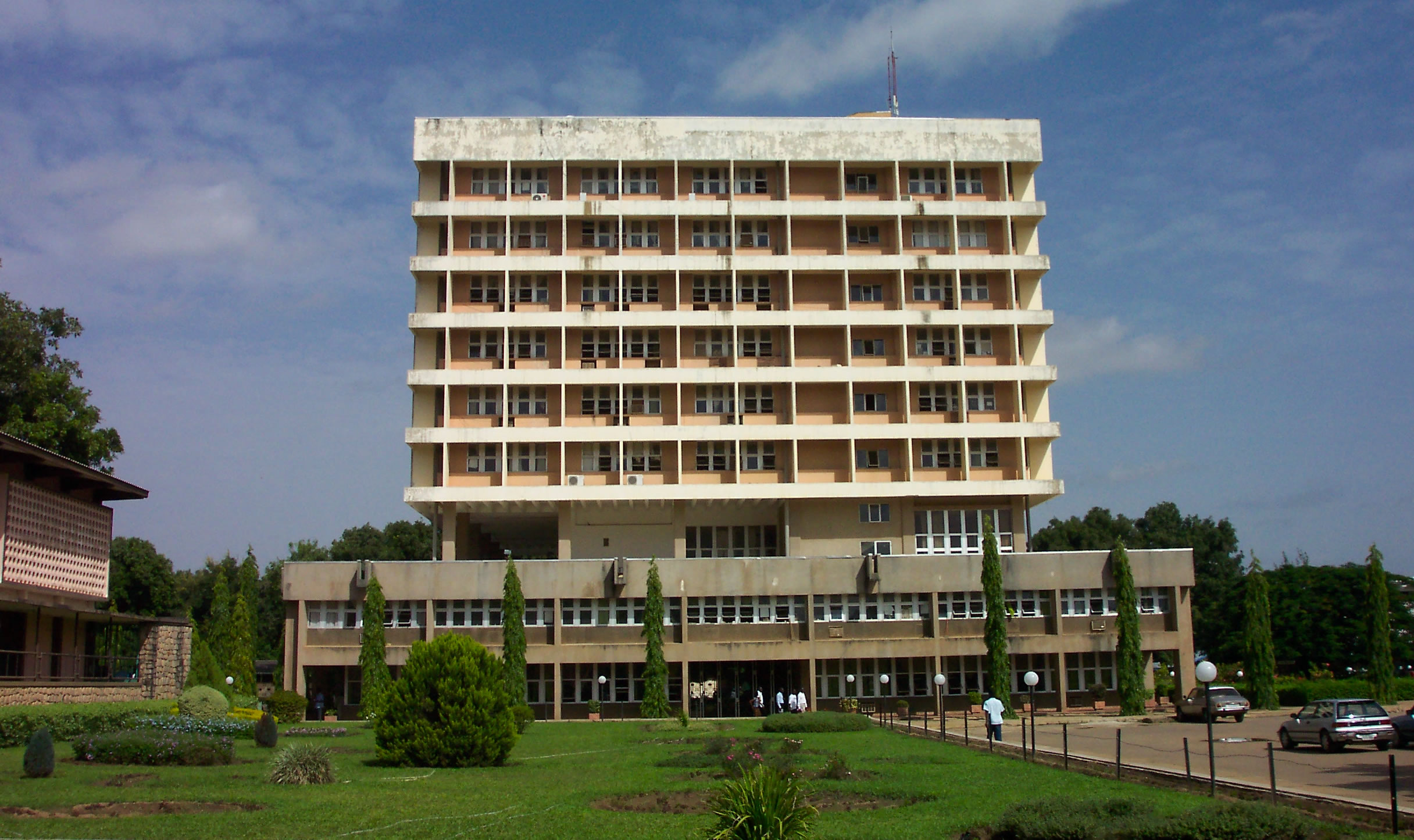
Здание университета Ахмаду Белло в Зариа

## Искусство

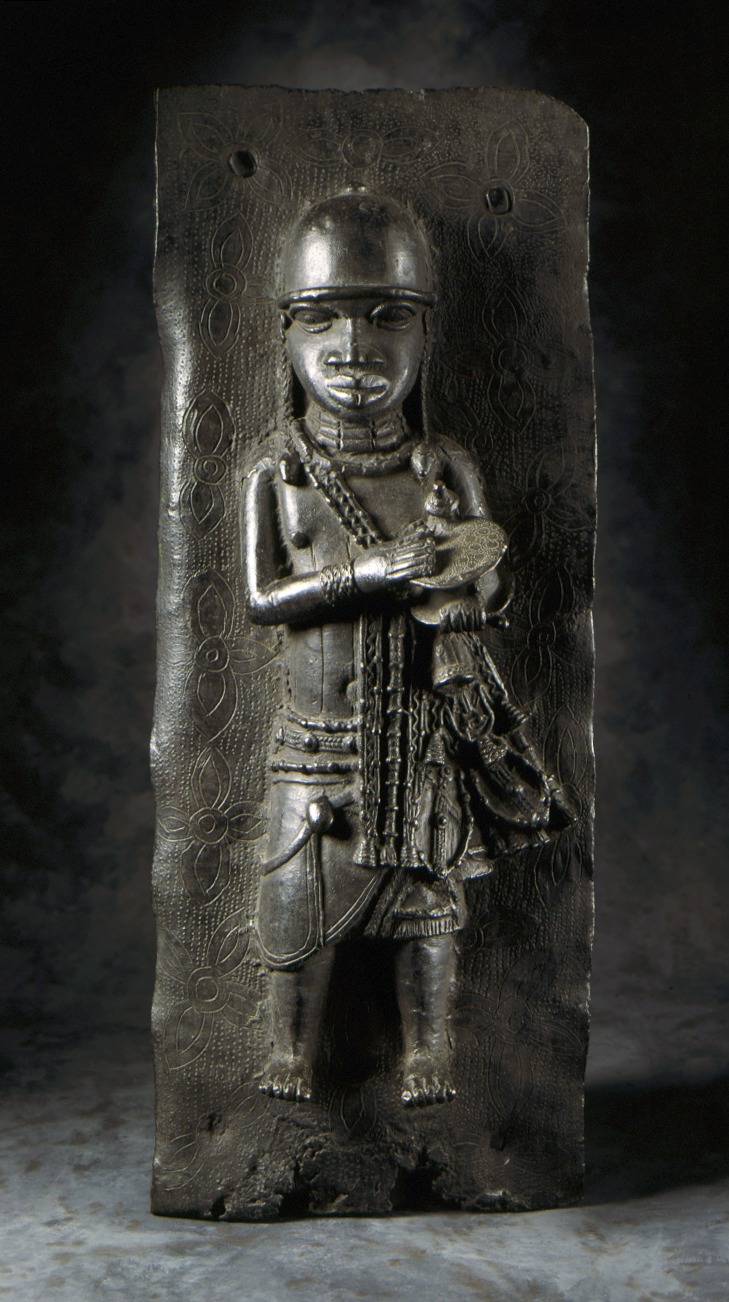
Бронзовая пластина XVII века, Бенинское царство. Музей искусств округа Лос-Анджелес
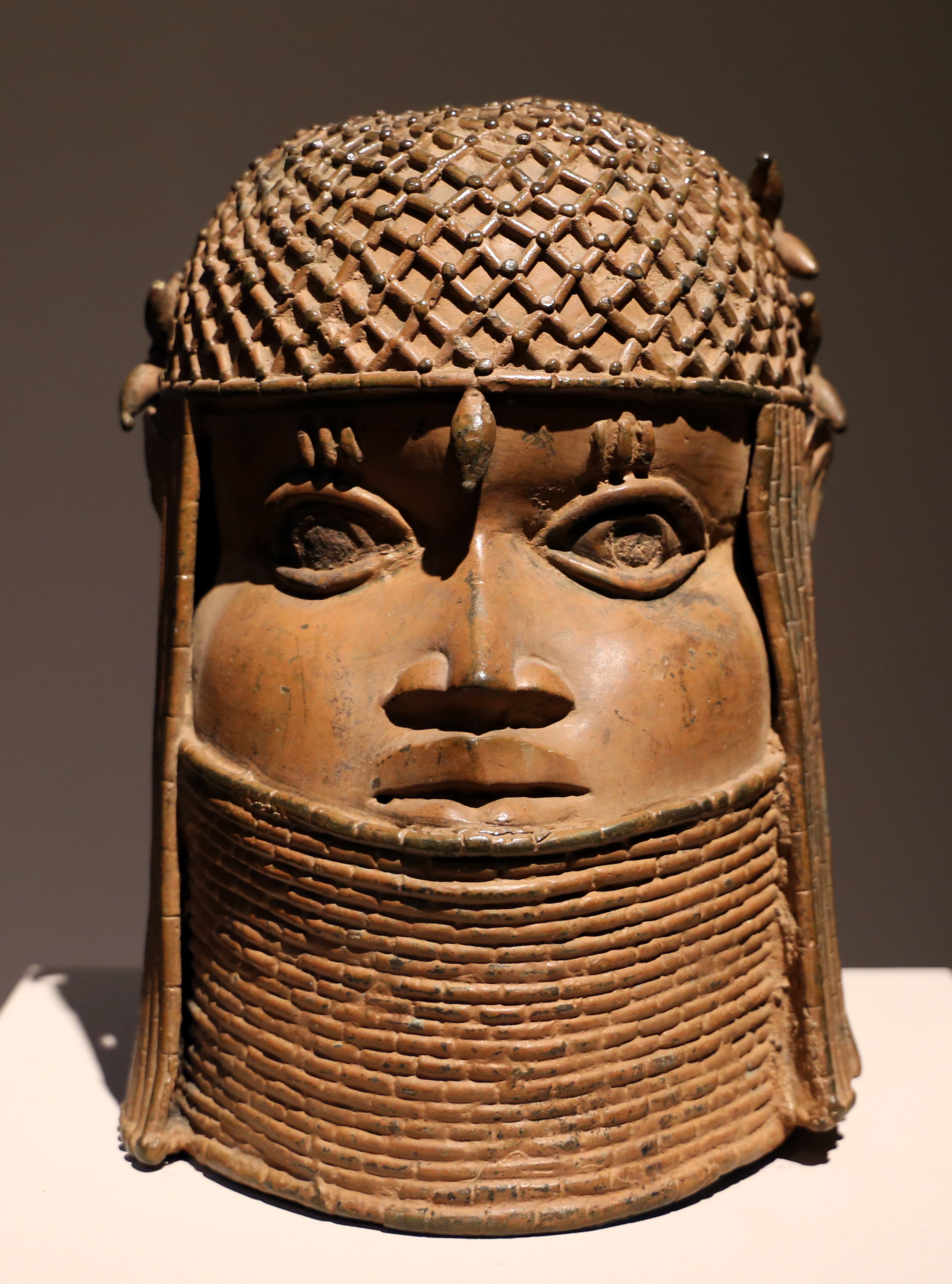
Голова короля, XVIII век. Музей Боде (Берлин)
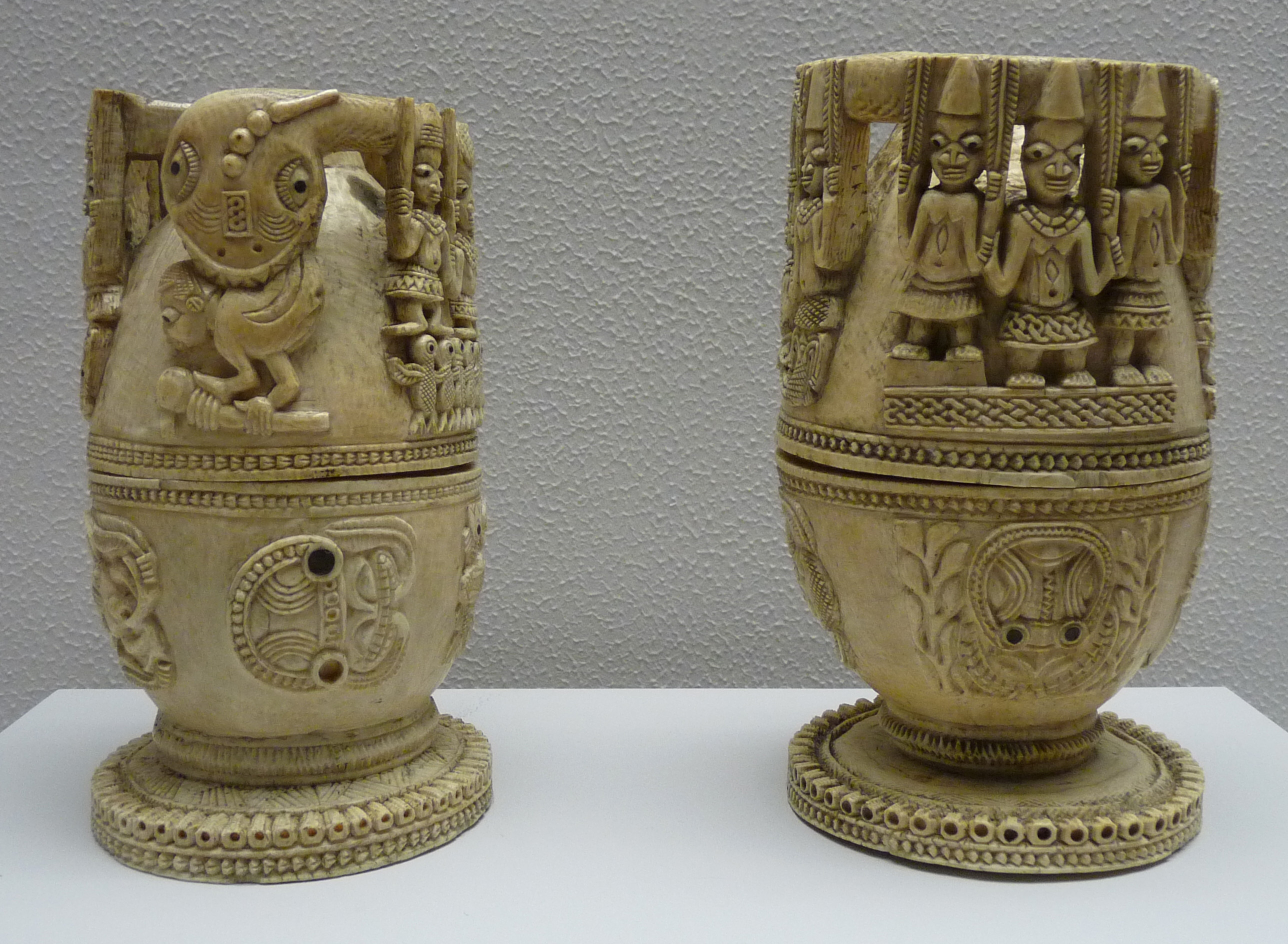
Две чаши с крышками из слоновой кости, XVIII век. Этнологический музей (Берлин)
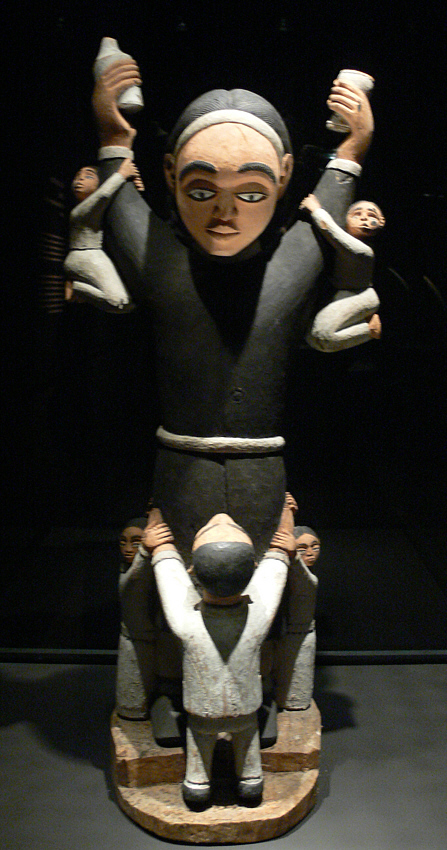
Скульптура монаха с другими фигурами. Вторая пол. XIX века. Этнологический музей (Берлин)
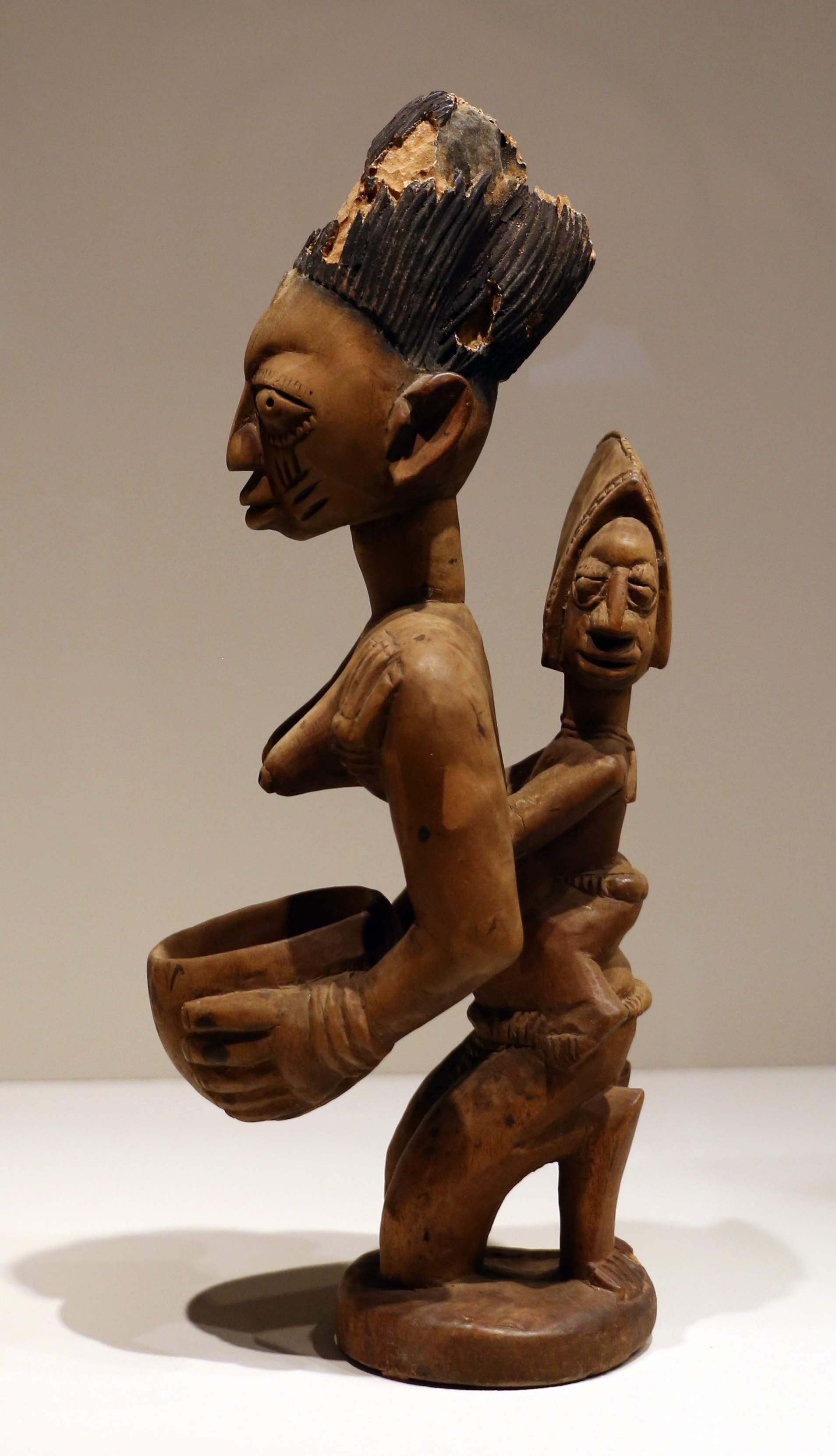
Женская фигура с ребёнком (йоруба), до 1912 г. Музей Боде (Берлин)
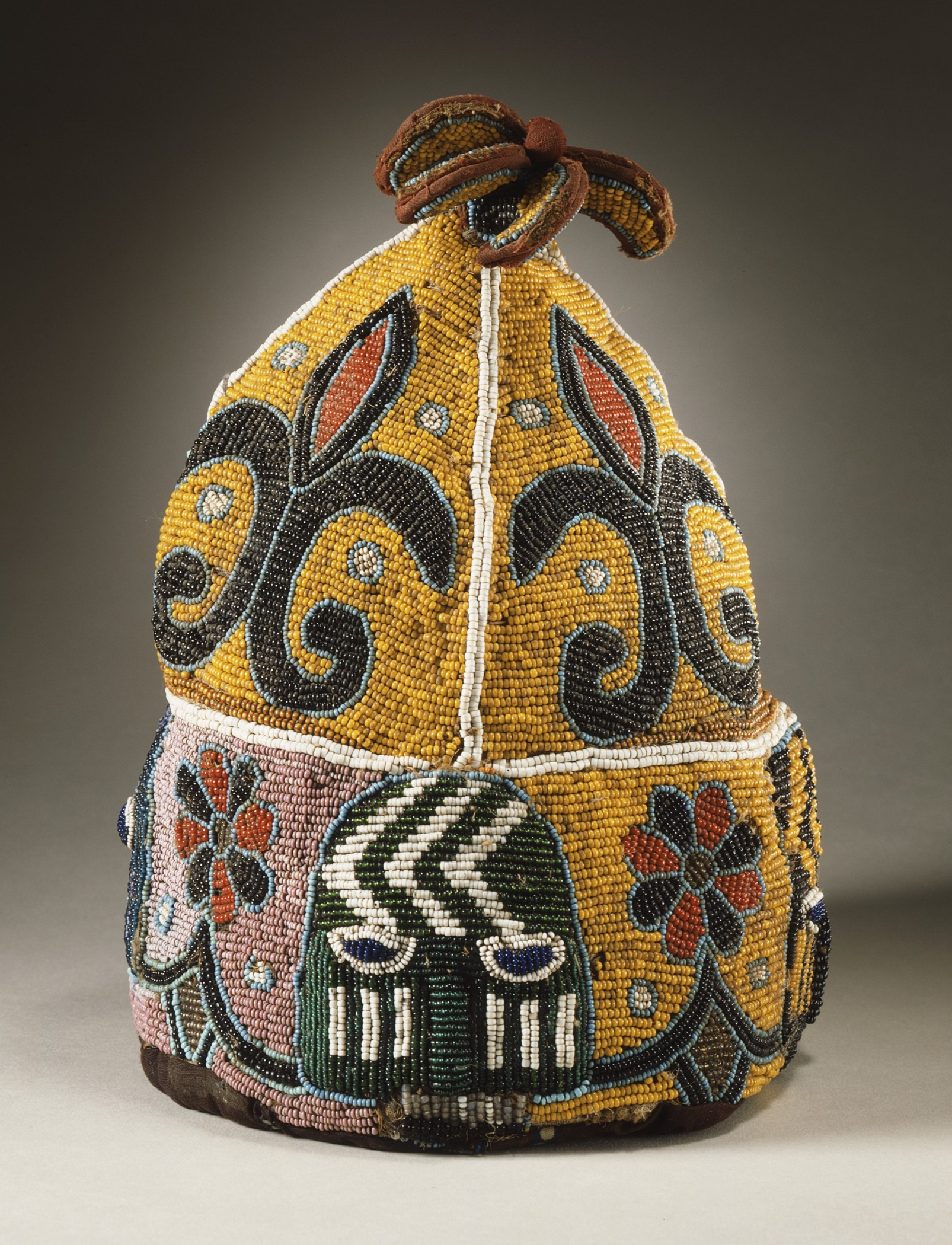
Корона Обы, народ йоруба, XX век. Музей искусств округа Лос-Анджелес
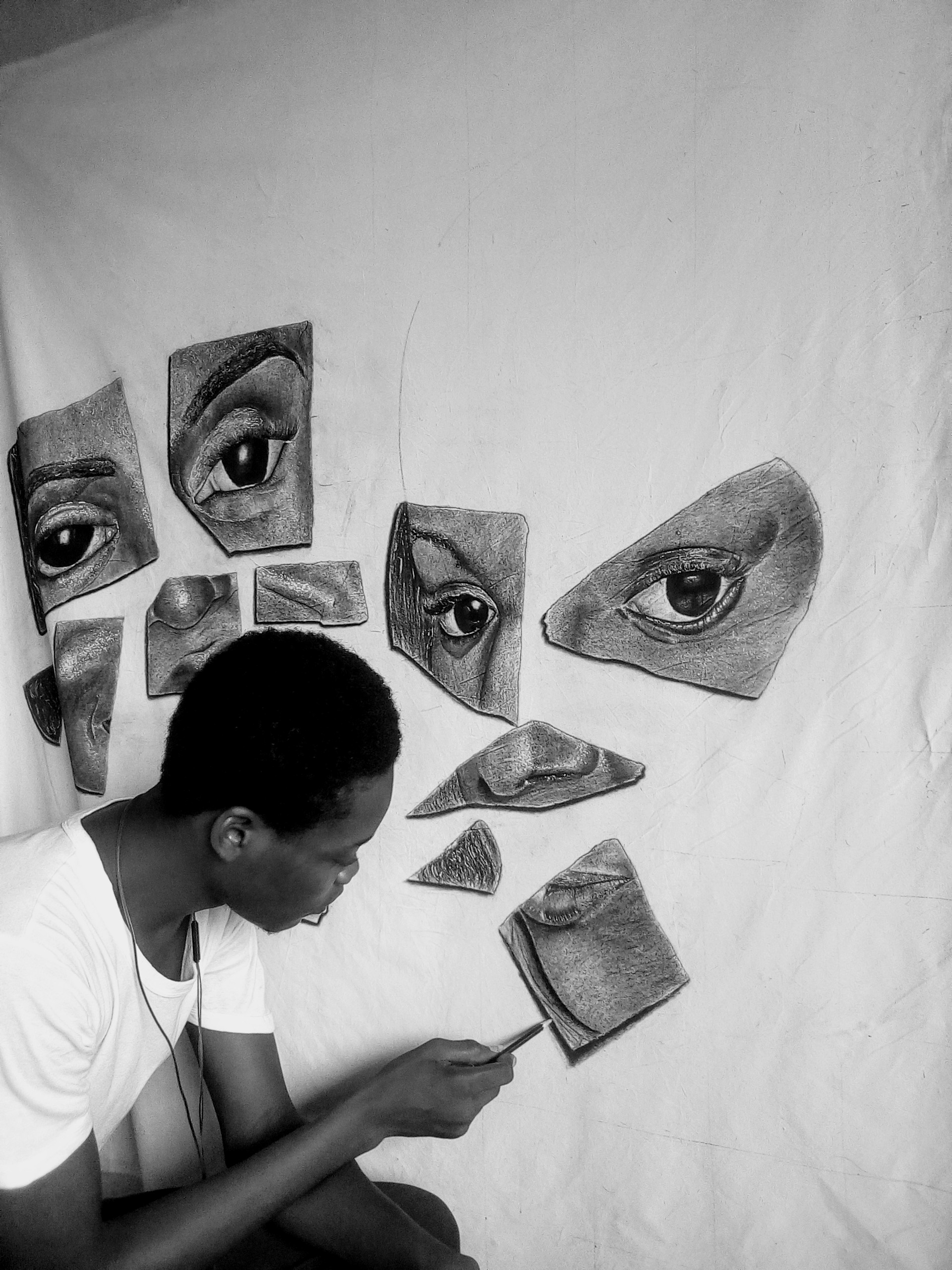
Художница карандашом Aliu kabiru olatunji
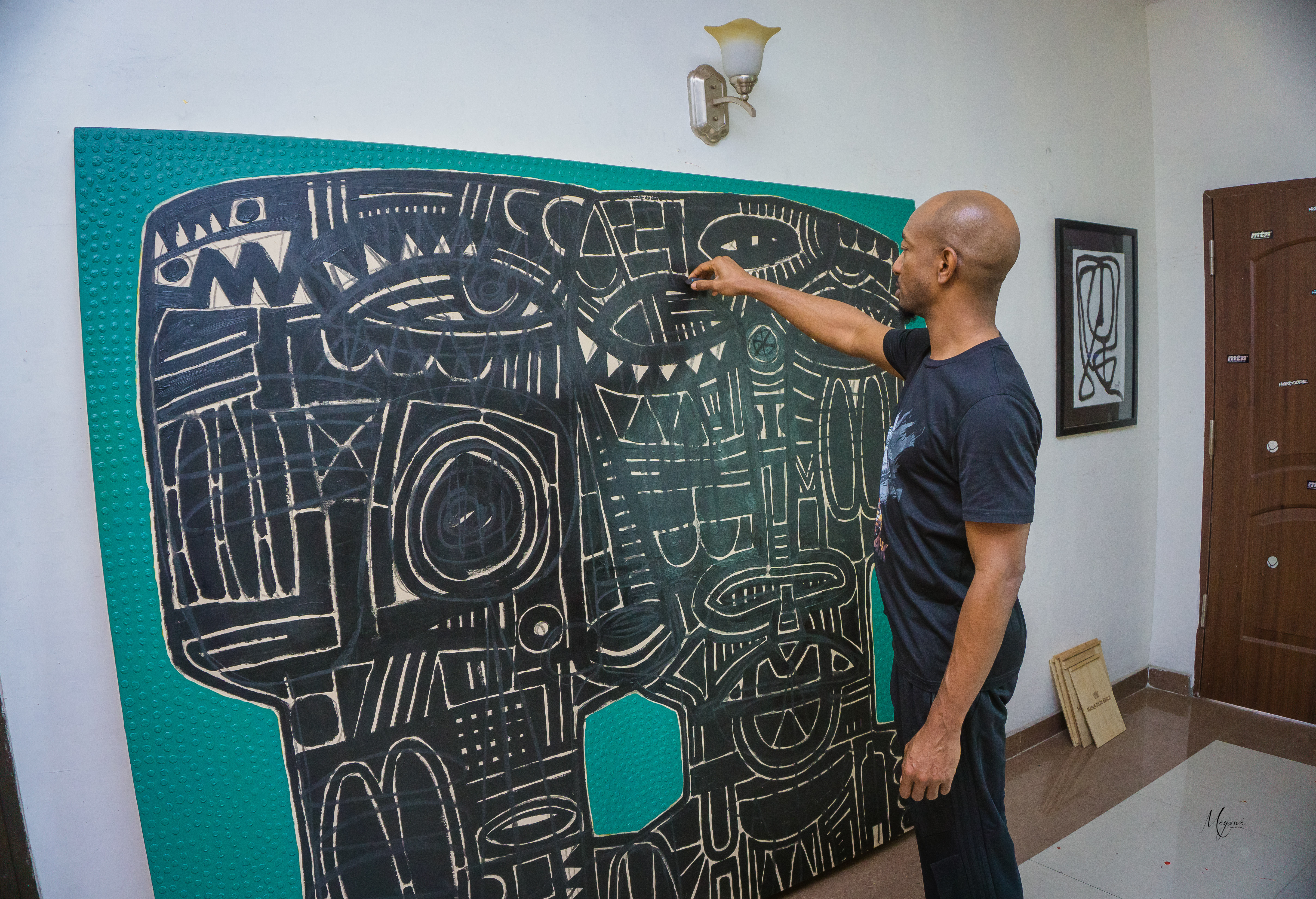
Gbolahan Ayoola в своей студии

## Кухня

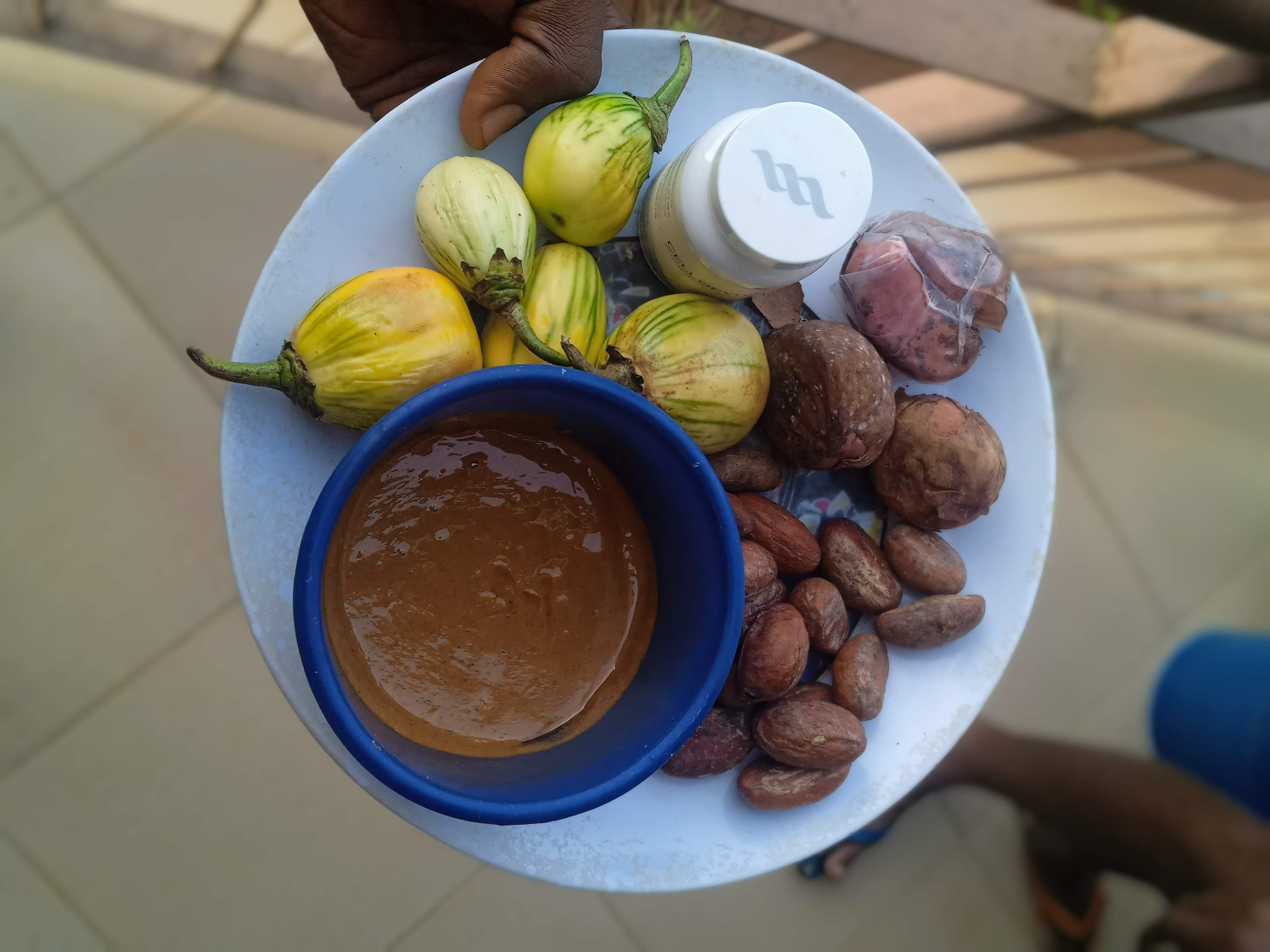
Блюдо, которым приветствуют гостей в Игболенде (юго-восточная Нигерия)
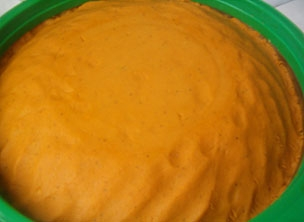
Фуфу - каша
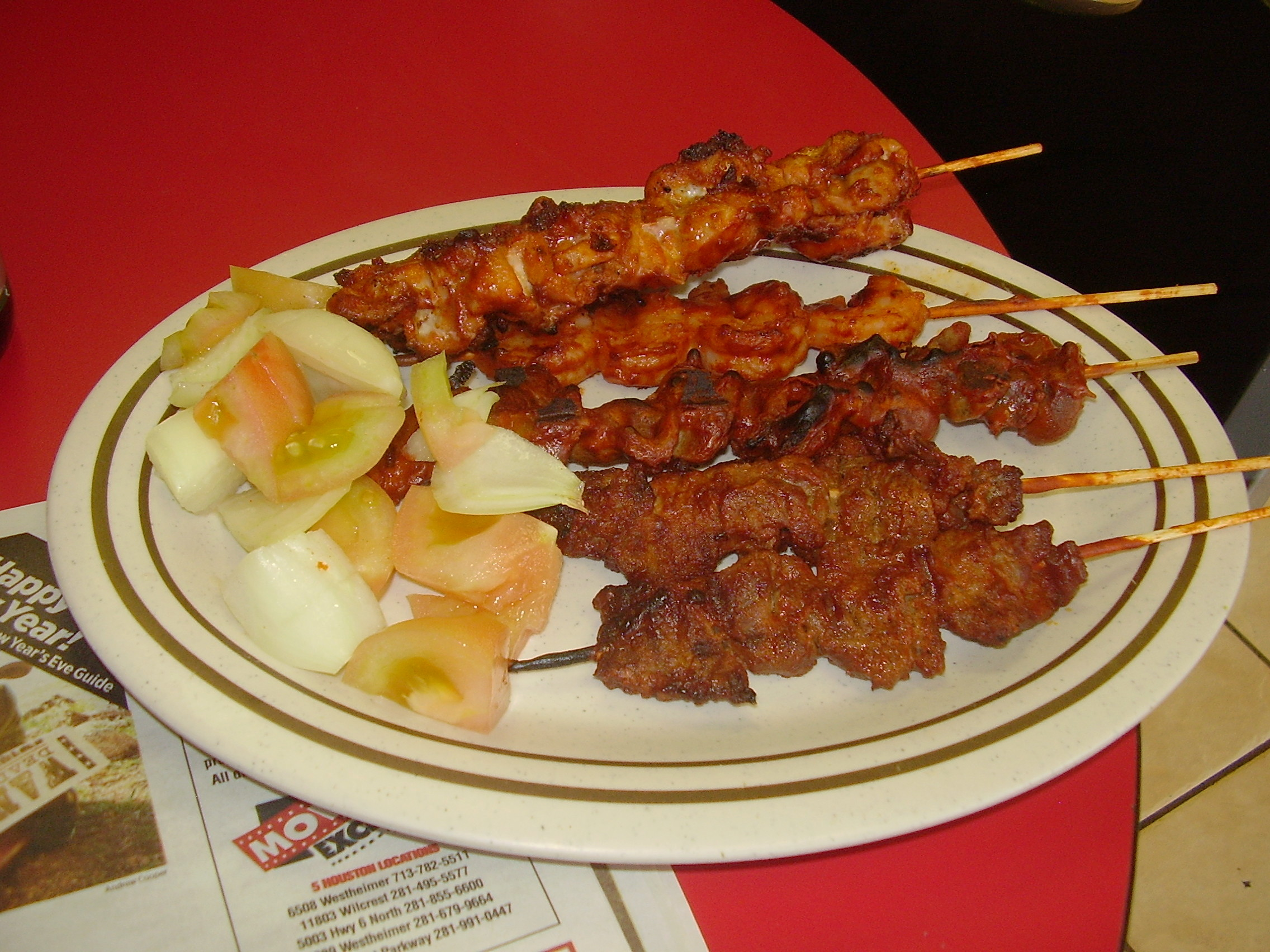
Суя (Suya) - блюдо народа хауса
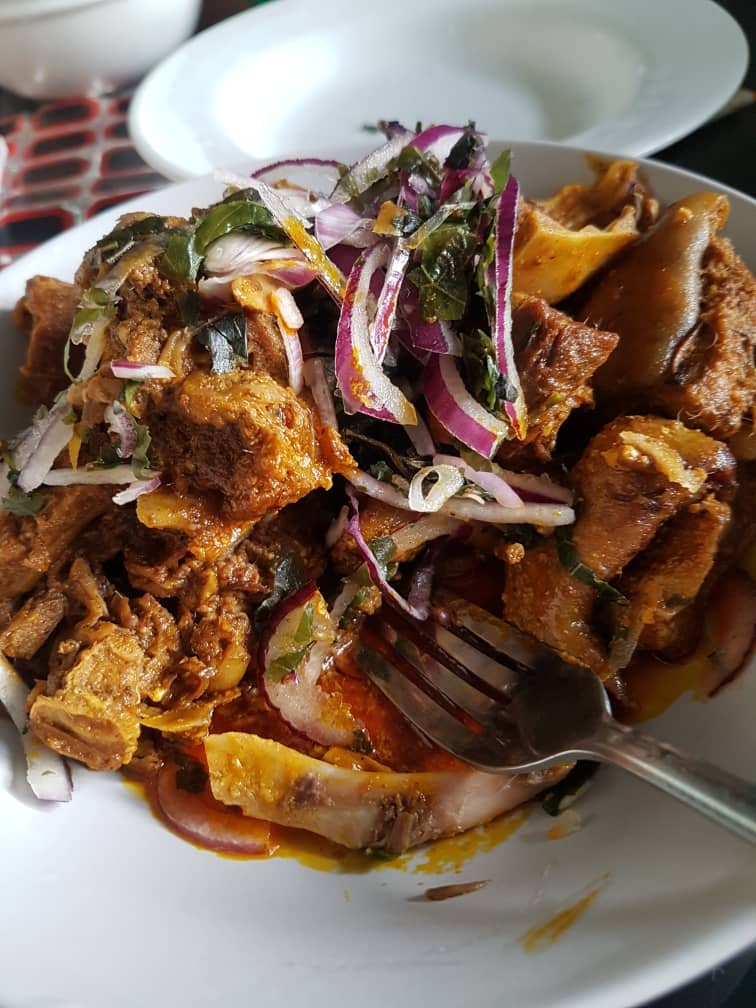
Нквоби - юго-восточное классическое блюдо из варёных коровьих ножек, запечённых в густом остром соусе из пальмового масла.
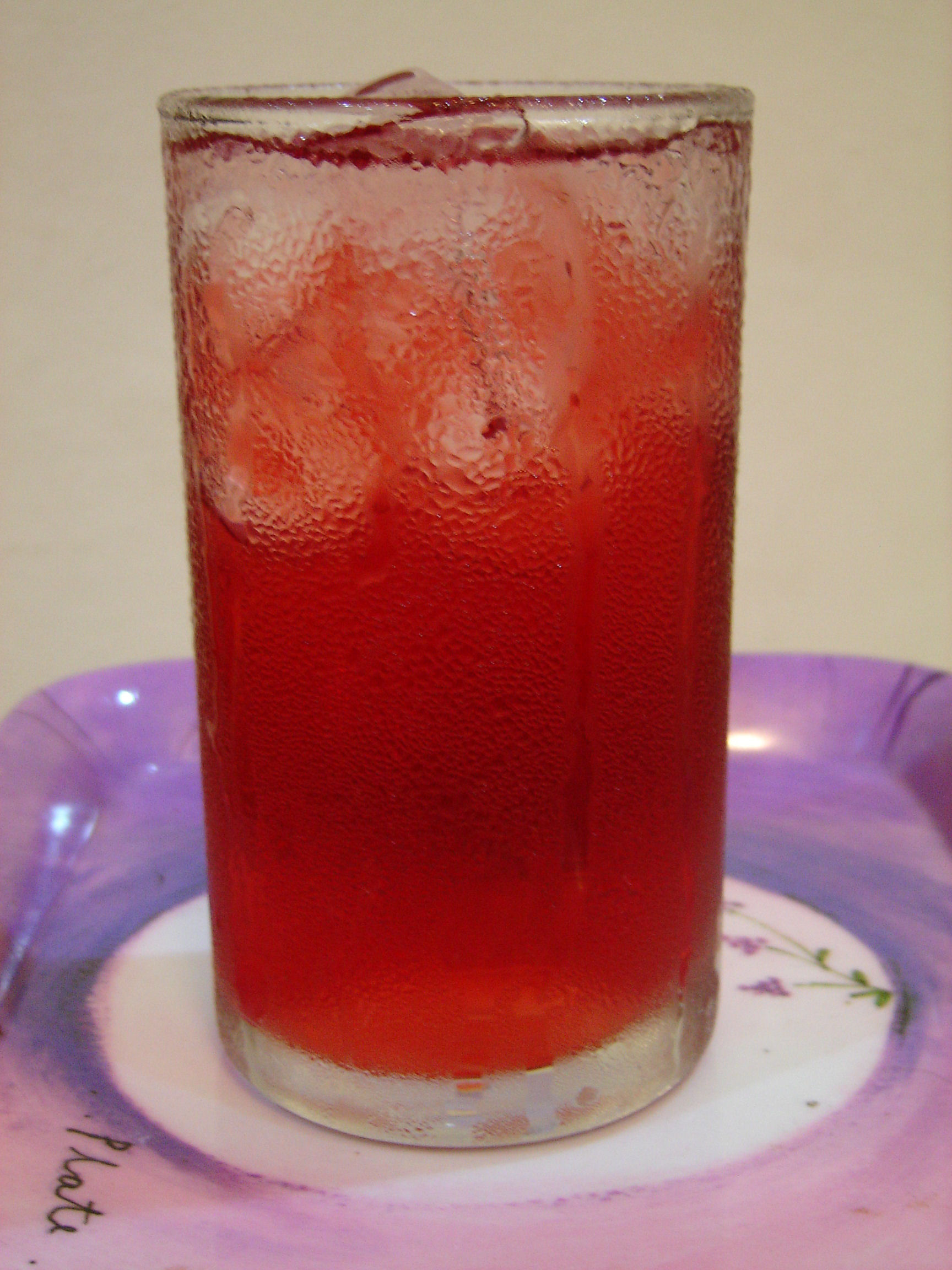
Зобо (листья гибискуса) - это напиток, приготовленный из сока розеллы (йоруба называют белый сорт исапа).

## Праздники
| Дата                                                       | Русское название                                                 | Название на английском                                       |
| ---------------------------------------------------------- | ---------------------------------------------------------------- | ------------------------------------------------------------ |
| 1 января                                                   | Новый год                                                        | New Year’s Day                                               |
| Апрель                                                     | Великая пятница                                                  | Good Friday                                                  |
| Апрель                                                     | Поливальный понедельник                                          | Easter Monday                                                |
| 1 мая                                                      | Первомай                                                         | Worker’s Day                                                 |
| 27 мая                                                     | Всемирный день ребёнка                                           | Children’s Day                                               |
| 29 мая                                                     | День демократии в Нигерии                                        | Democracy Day                                                |
| 12 июня                                                    | День ознаменования (отмечается только в штате Лагос с 1993 года) | June 12 Commemoration                                        |
| 1 октября                                                  | День независимости                                               | Independence Day                                             |
| 25 декабря                                                 | Рождество                                                        | Christmas Day                                                |
| 26 декабря                                                 | День подарков                                                    | Boxing Day                                                   |
| Даты, отмечаемые по исламскому календарю на севере Нигерии |                                                                  |                                                              |
| 10 зульхиджа                                               | Ид аль-Адха                                                      | Праздник в память о жертвоприношении Авраама.                |
| 1 шавваль                                                  | Ид аль-Фитр                                                      | Окончание Рамадана.                                          |
| 12 рабиуль-аввала                                          | Маулид ан-Наби                                                   | День рождения пророка Мухаммада.                             |
| 10 мухаррам                                                | Ашура                                                            | Шиитский день поминовения убитого в 680 году имама Хусейна.  |
| Последняя пятница Рамадана                                 | Джамаат уль-Вида                                                 | Последний джума-намаз Рамадана перед праздником Ид аль-Фитр. |
| Последние десять ночей Рамадана                            | Ночь предопределения                                             | Праздник в честь открытия Мухаммаду первой суры Корана.      |

## Музеи
Нидерланды вернули Нигерии 119 бронзовых артефактов из Бенина, что стало крупнейшей единовременной репатриацией этих сокровищ с тех пор, как они были вывезены британскими войсками из Королевского дворца Бенина в 1897 году.
Музеи Нигерии:
- Национальный музей Нигерии